# Gotham City
Gotham City er en fiktiv by i USA, hvor superhelten Batman bor. Byen blev grundlagt af en norsk lejesoldat i 1635, men blev senere overtaget af briter.
Byen nævnes for første gang i 1941, inden dette fandt Batmans eventyr sted i New York eller en anden, ikke navngivet by.
I byen findes også Arkham Asylum, et mentaltsygehus for psykisk syge mennesker, der er spærret inde på grund af grove forbrydelser.
Gotham Citys beliggenhed er traditionelt skildret som at være i i staten New Jersey, tæt på Metropolis. I løbet af årene, har Gothams udseende og atmosfære fået indflydelse fra byer som New York City, hvilket grænser op til New Jersey og Chicago.
I DC Extended Universe, afslører Suicide Squad fra 2016, at Gotham City ligger i New Jersey. Beliggenheder anvendt som inspiration eller optagelses locations for Gotham City i live-action Batman film og tv-serier har været Chicago, Detroit, Pittsburgh, Los Angeles, New Jersey og New York City.